# Tori Bowie
Frentorish „Tori” Bowie (n. 27 august 1990, Jackson, Mississippi, SUA – d. 23 aprilie 2023, Winter Garden, Florida, SUA) a fost o atletă americană, specializată în alergări pe distanță scurtă și sărituri în lungime.

## Carieră
În 2013, americanca a devenit atletă profesionistă. Prima ei performanță notabilă pe plan internațional a fost locul 13 la săritura în lungime la Campionatul Mondial în sală din 2014 de la Sopot. În anul următor, s-a specializat în proba de 100 de metri și s-a calificat la Campionatul Mondial de la Beijing prin câștigarea titlului național, unde a cucerit medalia de bronz, în urma jamaicancei Shelly-Ann Fraser-Pryce și a olandezei Dafne Schippers. La Campionatul Mondial în sală din 2016, ea a terminat pe locul șase în proba de 60 de metri. La Jocurile Olimpice de la Rio de Janeiro, a concurat la 100 de metri și a câștigat medalia de argint în urma jamaicancei Elaine Thompson. Apoi a câștigat medalia de bronz în urma lui Thompson și Schippers la 200 de metri și aurul la 4×100 de metri.
La Campionatul Mondial din 2017 de la Londra, Bowie a cucerit medalia de aur în proba de 100 de metri în fața lui Marie-Josée Ta Lou și a câștigat și titlul la 4×100 de metri. Doi ani mai târziu, a ajuns în semifinalele probei de 100 de metri la Campionatul Mondial de la Doha, dar nu a luat startul. Ea s-a calificat apoi în finala de la săritura în lungime, unde a terminat pe locul patru.
În 2023, Tori Bowie a decedat la vârsta de 32 de ani, din cauza unor complicații la naștere.

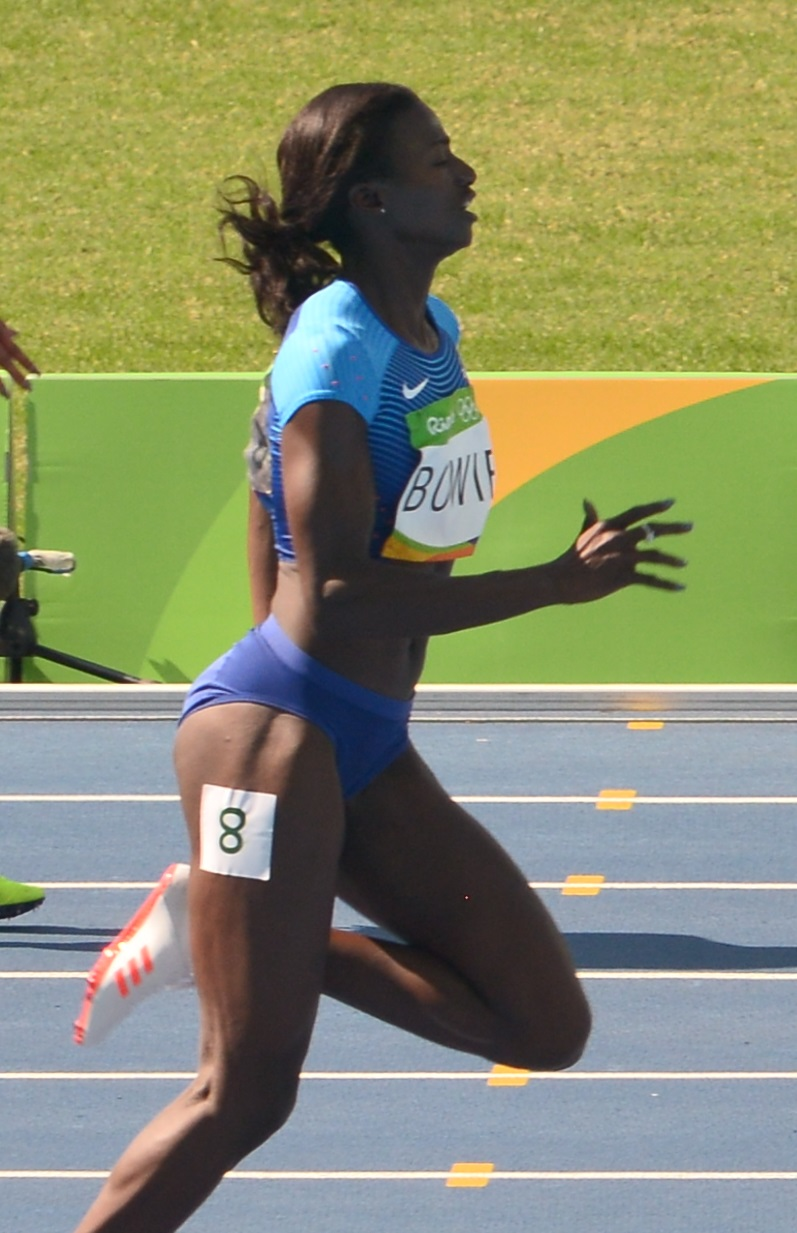
La JO din 2016
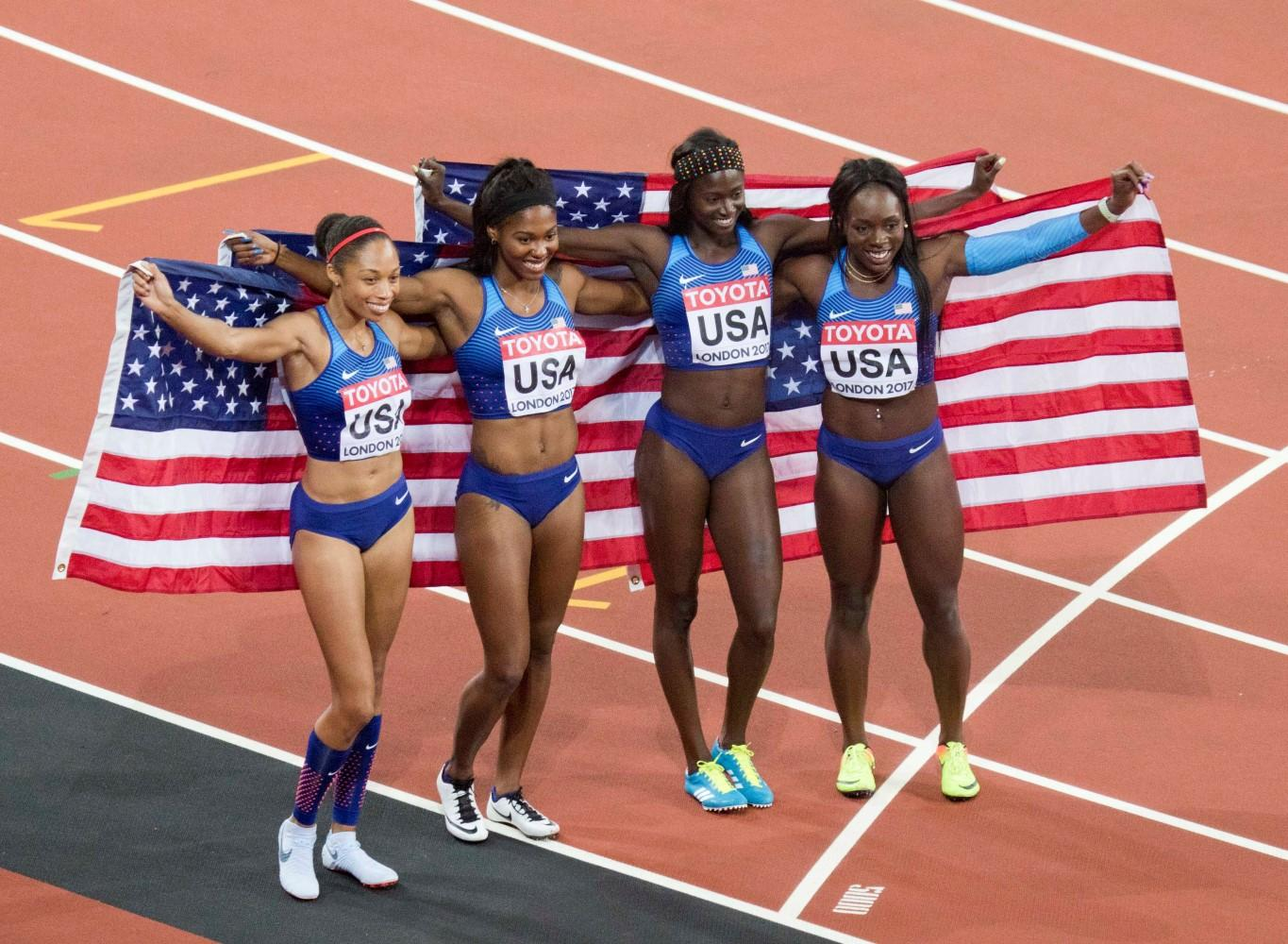
La CM din 2017

## Realizări
| An   | Competiție                  | Locație                  | Loc | Eveniment | Note   |
| ---- | --------------------------- | ------------------------ | --- | --------- | ------ |
| 2014 | Campionatul Mondial în sală | Sopot, Polonia           | 13  | lungime   | 6,12 m |
| 2015 | Campionatul Mondial         | Beijing, China           | 3   | 100 m     | 10,86  |
| 2016 | Campionatul Mondial în sală | Portland, Statele Unite  | 6   | 60 m      | 7,14   |
| 2016 | Jocurile Olimpice           | Rio de Janeiro, Brazilia | 2   | 100 m     | 10,83  |
| 2016 | Jocurile Olimpice           | Rio de Janeiro, Brazilia | 3   | 200 m     | 22,15  |
| 2016 | Jocurile Olimpice           | Rio de Janeiro, Brazilia | 1   | 4 × 100 m | 41,01  |
| 2017 | Campionatul Mondial         | Londra, Marea Britanie   | 1   | 100 m     | 10,85  |
| 2017 | Campionatul Mondial         | Londra, Marea Britanie   | –   | 200 m     | NS     |
| 2017 | Campionatul Mondial         | Londra, Marea Britanie   | 1   | 4 × 100 m | 41,82  |
| 2019 | Campionatul Mondial         | Doha, Qatar              | 22  | 100 m     | 11,30  |
| 2019 | Campionatul Mondial         | Doha, Qatar              | 4   | lungime   | 6,81 m |

1. ↑  Nu a luat startul în semifinală.

## Recorduri personale
| Probă           | Performanță | Dată             | Locație     |
| --------------- | ----------- | ---------------- | ----------- |
| 100 m           | 10,78 s     | 3 iulie 2016     | Eugene      |
| 200 m           | 21,77 s     | 27 mai 2017      | Eugene      |
| Lungime         | 6,91 m      | 6 aprilie 2013   | Los Angeles |
| 60 m în sală    | 7,11 s      | 19 martie 2016   | Portland    |
| Lungime în sală | 6,95 m      | 25 ianuarie 2014 | Naperville  |